# 残酷おんな情死
『残酷おんな情死』（ざんこくおんなじょうし）は、1970年製作の日本映画。

## キャスト
- 倉井万代子：真理アンヌ
- 斉田千恵：大堀早苗
- 松井剛：高野真二
- 矢部栄次：岡崎二朗
- 前田：杉江廣太郎
- 相原：田中春男
- 万代子の客：相原巨典